# Яков Пульїч
Яков Пульїч (хорв. Jakov Puljić, нар. 4 серпня 1993, Вінковці) — хорватський футболіст, нападник клубу «Ягеллонія».

## Клубна кар'єра
Народився 4 серпня 1993 року в місті Вінковці. Вихованець футбольної школи клубу «Цибалія». Дорослу футбольну кар'єру розпочав 2012 року в основній команді того ж клубу, в якій провів три з половиною сезони, взявши участь у 83 матчах чемпіонату. Більшість часу, проведеного у складі «Цибалії», був основним гравцем атакувальної ланки команди.
У червні 2015 року він приєднався до «Локомотиви», але вже у січні 2016 року Пульїч був відданий в оренду в «Інтер» (Запрешич) до кінця сезону. Через півроку, у липні 2016 року, «Інтер» викупив гравця. 
Після вдалого сезону 2016/17, під час якого він забив 11 голів у чемпіонаті, Пульїч привернувся увагу інших клубів Хорватії і 31 серпня 2017 року був підписаний чемпіонами Хорватії клубом «Рієка» на правах річної оренди з подальшим обов'язковим придбанням. Станом на 10 березня 2018 року відіграв за команду з Рієки 12 матчів в національному чемпіонаті.

## Виступи за збірні
2009 року дебютував у складі юнацької збірної Хорватії, взяв участь у 16 іграх на юнацькому рівні, відзначившись 2 забитими голами.

## Статистика виступів

### Статистика клубних виступів
| Сезон                        | Команда                      | Чемпіонат                    | Чемпіонат | Чемпіонат | Національний кубок | Національний кубок | Національний кубок | Континентальні кубки | Континентальні кубки | Континентальні кубки | Інші змагання | Інші змагання | Інші змагання | Усього | Усього | Усього |
| Сезон                        | Команда                      | Ліга                         | Ігор      | Голів     | Ліга               | Ігор               | Голів              | Ліга                 | Ігор                 | Голів                | Ліга          | Ігор          | Голів         | Ігор   | Голів  |        |
| ---------------------------- | ---------------------------- | ---------------------------- | --------- | --------- | ------------------ | ------------------ | ------------------ | -------------------- | -------------------- | -------------------- | ------------- | ------------- | ------------- | ------ | ------ | ------ |
| 2011–12                      | «Цибалія»                    | 1Л                           | 9         | 0         | КХ                 | 2                  | 0                  |                      | -                    | -                    |               | -             | -             | 11     | 0      |        |
| 2012–13                      | «Цибалія»                    | 1Л                           | 20        | 1         | КХ                 | 3                  | 1                  |                      | -                    | -                    |               | -             | -             | 23     | 2      |        |
| 2013–14                      | «Цибалія»                    | 2Л                           | 27+2      | 3+1       | КХ                 | 1                  | 0                  |                      | -                    | -                    |               | -             | -             | 30     | 4      |        |
| 2014–15                      | «Цибалія»                    | 2Л                           | 27        | 16        | КХ                 | 2                  | 3                  |                      | -                    | -                    |               | -             | -             | 29     | 19     |        |
| Усього за «Цибалія»          | Усього за «Цибалія»          | Усього за «Цибалія»          | 85        | 21        |                    | 8                  | 4                  |                      | -                    | -                    |               | -             | -             | 93     | 25     |        |
| 2015–16                      | «Локомотива»                 | 1Л                           | 13        | 0         | КХ                 | 2                  | 0                  | ЛЄ                   | 0                    | 0                    |               | -             | -             | 15     | 0      |        |
| 2015–16                      | «Інтер» (Запрешич)           | 1Л                           | 12        | 2         | КХ                 | 1                  | 0                  |                      | -                    | -                    |               | -             | -             | 13     | 2      |        |
| 2016–17                      | «Локомотива»                 | 1Л                           | 0         | 0         | КХ                 | 0                  | 0                  | ЛЄ                   | 2                    | 0                    |               | -             | -             | 2      | 0      |        |
| Усього за «Локомотиву»       | Усього за «Локомотиву»       | Усього за «Локомотиву»       | 50        | 17        |                    | 3                  | 2                  |                      | -                    | -                    |               | -             | -             | 53     | 19     |        |
| 2016–17                      | «Інтер» (Запрешич)           | 1Л                           | 31        | 11        | КХ                 | 2                  | 2                  |                      | -                    | -                    |               | -             | -             | 33     | 13     |        |
| 2017–18                      | «Інтер» (Запрешич)           | 1Л                           | 7         | 4         | КХ                 | 0                  | 0                  |                      | -                    | -                    |               | -             | -             | 7      | 4      |        |
| Усього за «Інтер» (Запрешич) | Усього за «Інтер» (Запрешич) | Усього за «Інтер» (Запрешич) | 85        | 21        |                    | 8                  | 4                  |                      | -                    | -                    |               | -             | -             | 93     | 25     |        |
| 2017–18                      | «Рієка»                      | 1Л                           | 4         | 0         | КХ                 | 1                  | 1                  | ЛЄ                   | 2                    | 0                    |               | -             | -             | 7      | 0      |        |
| Усього за кар'єру            | Усього за кар'єру            | Усього за кар'єру            | 152       | 38        |                    | 14                 | 7                  |                      | 4                    | 0                    |               | -             | -             | 170    | 45     |        |

## Титули і досягнення
- Володар Кубка Хорватії (1):

Рієка: 2018-19